# NGC 6342
NGC 6342 هي مجرة تتبع كوكبة الحواء. اكتشفها ويليام هيرشل في 28 مايو 1786.

## روابط خارجية
- NGC 6342 على موقع ويكي سكاي: DSS2, SDSS, GALEX, IRAS, Hydrogen α, X-Ray, Astrophoto, Sky Map, Articles and images